# Democratische Partijconventie 2012
De Democratische Partijconventie 2012 (Engels: 2012 Democratic National Convention) was een politieke bijeenkomst van 4 tot en met 6 september 2012 in de Amerikaanse stad Charlotte (North Carolina) waarop afgevaardigden van de Democratische Partij een kandidaat voor president en vicepresident in de presidentsverkiezingen van 6 november kozen. De zittende president, Barack Obama, werd opnieuw genomineerd. Hij kondigde aan dat Joe Biden opnieuw de kandidaat-vicepresident (running mate) zou zijn.
De conventie vond plaats in de Time Warner Cable Arena in Charlotte. Belangrijke sprekers waren Julián Castro, Michelle Obama, Elizabeth Warren, ex-president Bill Clinton en ten slotte Joe Biden en Barack Obama.